# Шамово (Рязанская область)
Ша́мово — деревня в Михайловском районе Рязанской области России. Входит в состав Красновского сельского поселения.

## География
Деревня находится на расстоянии 20 км к юго-востоку от города Михайлов, административного центра района.

## Население
| 2010 |
| ---- |
| 6    |